# Parlement

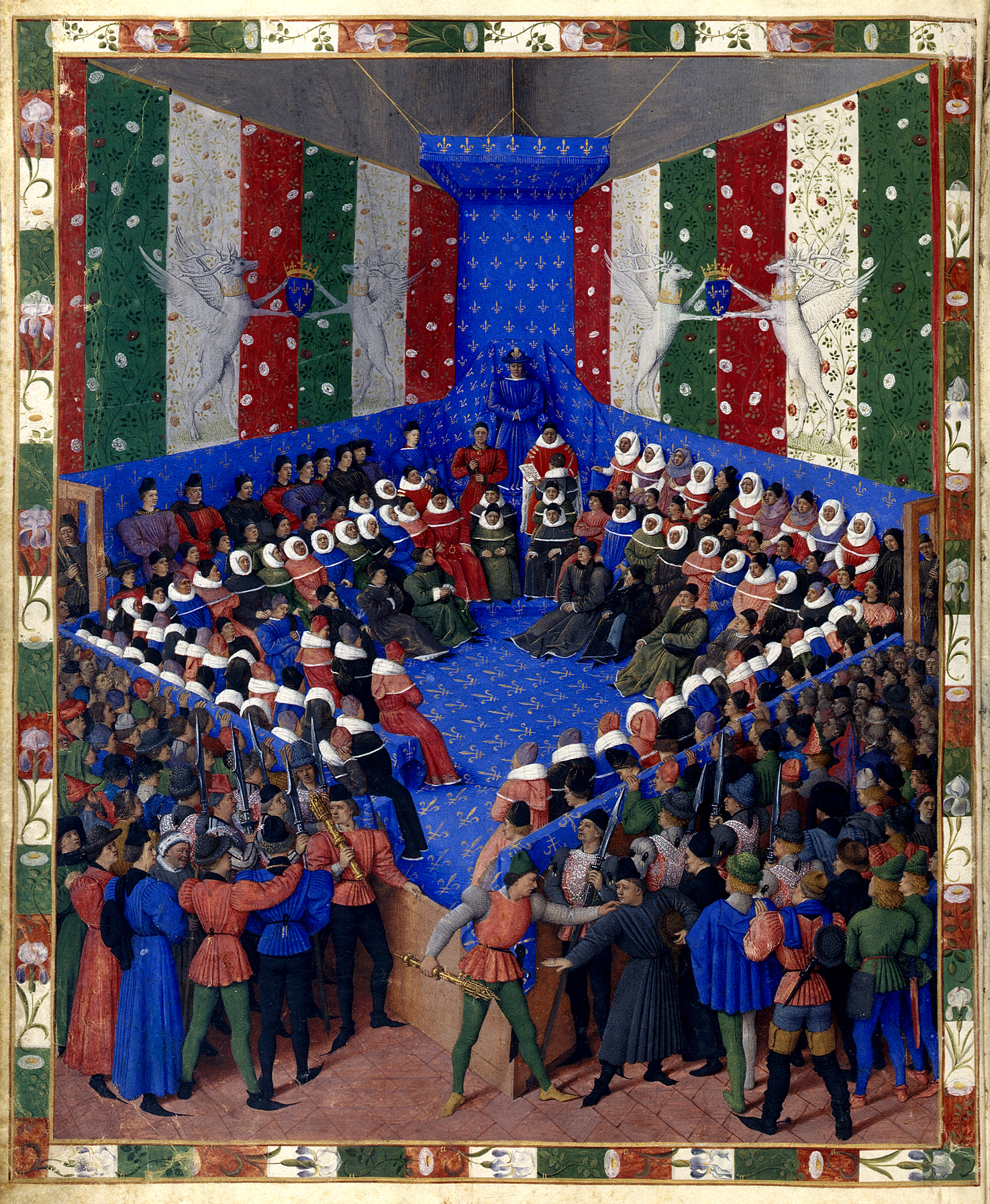
Lit de justice de Vendôme 1458, Darstellung von Jean Fouquet

Das Parlement [paʁləˈmɑ̃] war eine Institution der Rechtsprechung im mittelalterlichen und vorrevolutionären Frankreich. Das französische Wort parlement (hieß ursprünglich ,Rede, Gespräch, Diskussion‘, abgeleitet von parler, ,sprechen‘) bezeichnete seit der zweiten Hälfte des 13. Jahrhunderts speziell auch die königlichen Gerichtssitzungen (lateinisch curia regis, französisch la cour du roi bzw. la cour de parlement). Um 1300 wurde in Paris für Berufungen gegen die Urteile der Baillis und Seneschalle (königliche Gerichtsbeamte) ein ständiger höchster Gerichtshof errichtet. Dieser behielt den Namen la cour de parlement, der mehr und mehr zu le Parlement verkürzt wurde. Die Bezeichnung wurde dann auch für die zwölf weiteren gleichartigen obersten Gerichtshöfe verwendet, die später nach seinem Muster in den einzelnen Provinzen, z. B. in Rouen für die Normandie, in Vannes für die Bretagne, in Toulouse für das Languedoc usw. eingerichtet wurden.

## UnterschiedParlement–Parlament
In der deutschen Geschichtsschreibung hat sich die Konvention durchgesetzt, das französische Wort Parlement auch dann mit „Parlament“ zu übersetzen, wenn es nicht eine gesetzgebende Versammlung im heutigen Sinne bezeichnet, sondern einen der Obersten Gerichtshöfe der Zeit vor 1789, d. h. des Ancien Régime.

## Geschichte
Die frühen Kapetinger hatten die Gewohnheit, in regelmäßigen Abständen ihre Hauptvasallen und die Prälaten des Königreichs an ihrem Hof einzuberufen. Diese Versammlungen fanden anlässlich eines der großen Festtage des Jahres jeweils in der Stadt statt, in der der König gerade residierte. Hier dachten sie über politische Angelegenheiten nach, und die Vasallen und Prälaten gaben dem König ihren Rat. Aber der Monarch hielt auch Gericht in solchen Fällen, die vor ihn gebracht wurden. In den frühen Tagen der Kapetinger-Dynastie waren das nicht viele, denn der König wahrte immer das Prinzip, dass er nur Richter mit allgemeiner und unbeschränkter Kompetenz sei; gleichzeitig war es nicht obligatorisch, Fälle vor den König zu bringen. Zu dieser Zeit gab es auch keine Berufungen im eigentlichen Sinn. Wenn ein Verfahren vor den König gebracht wurde, beurteilte er es dennoch mit Hilfe der versammelten Prälaten und Vasallen, die seinen Rat bildeten. Das war der königliche Rat (lat. curia regis, französisch cour royale). Aber per Gesetz war der König der einzige Richter, während die Vasallen und Prälaten nur beratende Funktion hatten. Während des 12. Jahrhunderts und frühen 13. Jahrhunderts erfüllte die curia regis weiter diese Funktionen, aber ihre Bedeutung und tatsächliche Kompetenz nahm weiter zu. In den Rat wurden zusätzlich Räte (lat. consiliarius, Plural consiliarii, französisch conseiller(s)) aufgenommen, die dem Gefolge des Königs angehörten und als seine ständigen und professionellen Berater fungierten. Unter der Regierung von Ludwig IX., dem Heiligen, die auch den Zeitraum markiert, in dem die Bezeichnung Parlement für diese Sitzungen auftaucht, änderten sich die Dinge. Die richterliche Kompetenz des Parlements entwickelte sich und wurde klarer definiert; das System der Berufungen wurde ins Leben gerufen, und Berufungen gegen die Urteile der Baillis und Seneschalle wurden vor das Parlement gebracht. Auch Fälle, die die königlichen Städte, die bonnes villes betrafen, wurden von ihm entschieden. In den alten Registern des Parlements dieser Zeit erscheinen wiederholt die Namen derselben Ratsmitglieder. Das legt nahe, dass es eine hinreichend große Liste von potenziellen Ratsmitgliedern gab, aus denen für jede Sitzung einige ausgewählt wurden; die Vasallen und Prälaten dienten noch als komplementäres Gremium.
Als Nächstes kam eine Reihe von Ordonnanzen, die die Amtszeit des Parlements festlegten (1278, 1291, 1296, 1308), und es wurde mehr institutionalisiert. Nicht nur wurden die Personen, die das Parlement jeweils konstituierten, im Voraus festgelegt, sondern diejenigen, die nicht auf die Liste gesetzt worden waren, konnten nicht in einem Fall urteilen. Die königlichen Landvogte mussten am Parlement teilnehmen, um ihre Urteile zu begründen, und zu einem frühen Zeitpunkt wurde die Reihenfolge festgelegt, in der die Fälle aus den Vogteien (bailliages) angehört wurden. Vor der Mitte des 14. Jahrhunderts wurde das Personal des Parlements, sowohl Präsidenten als auch Ratsmitglieder, de facto festgelegt, wenn auch nicht de jure, von Rechts wegen. Jedes Jahr wurde eine Liste derjenigen zusammengestellt, die die Sitzungen abhalten würden, und obwohl die Liste jährlich festgelegt wurde, enthielt sie doch jedes Jahr dieselben Namen. Die jährlichen Kommissäre (commissaires) wurden 1344 Beamte (officiers); sie hatten feste Stellungen, waren aber noch nicht unabsetzbar. Zur selben Zeit wurde das Parlement dauerhaft; die Anzahl der Sitzungen hatte abgenommen, aber ihre Länge zugenommen. Im Laufe des 14. Jahrhunderts wurde es eine Regel, dass das Parlement von St. Martin (11. November) bis Ende Mai tagte; später wurde die Sitzungsperiode bis Mitte August verlängert, während der Rest des Jahres den Urlaub bildete. Auch in Paris war das Parlement eine feste Einrichtung geworden, und durch eine Entwicklung, die in ziemlich frühe Zeiten zurückreicht, hatten die Präsidenten und Ratsmitglieder – statt nur Ratgeber des Königs zu sein – gewisse Machtpositionen erworben, die aber vom Monarchen verliehen wurden; sie waren in der Tat echte Magistraten. Der König hielt Gericht immer weniger in Person; das Parlement sprach seine Urteile in Abwesenheit des Königs. Es kam sogar vor, dass dieser seine Sache vor dem Parlement als Kläger oder Angeklagter vertrat. Im 14. Jahrhundert kam es allerdings noch vor, dass das Parlement delikate Angelegenheiten an den König weiterleitete; im 15. Jahrhundert erlangte es eine im Prinzip unabhängige Gerichtsbarkeit. Bezüglich seiner Zusammensetzung bewahrte es ein bemerkenswertes Merkmal, das an seinen Ursprung erinnert: Ursprünglich war es eine Versammlung von Laien-Vasallen und Prälaten gewesen; als sein Aufbau fest wurde und aus Ratsmagistraten bestand, wurde ein Teil der Ämter notwendigerweise von Laien und ein anderer von Geistlichen besetzt, den Laienberatern (conseillers lais) und den klerikalen Beratern (conseillers clercs).

## Versammlung der Pairs
Das Parlement war zur selben Zeit Versammlung der Pairs (cour des pairs). Dies hatte den Ursprung in dem alten Prinzip, nach dem jeder Vasall das Recht hatte, von seinen Pairs vor Gericht gestellt zu werden, d. h. von den Lehnsmännern, die ihr Lehen vom selben Lehnsherrn erhalten hatten; diese saßen mit dem Lehnsherrn als Präsidenten zu Gericht. Dies führte bekanntermaßen zur Bildung der alten Institution der Pairs de France, die aus sechs Laien und sechs Geistlichen bestand. Obwohl die feudalen Angelegenheiten strenggenommen von ihnen selbst beurteilt werden sollten, konnten sie dieses Recht im königlichen Rat (curia regis) nicht aufrechterhalten. Die anderen Personen darin konnten ebenso in Angelegenheiten mitwirken, die die Pairs betrafen. Schließlich wurden die Pairs, deren Anzahl sich im Laufe der Zeit durch wiederholte Schaffung von Pairswürden durch den König erhöhte, von Amts wegen (ex officio) Mitglieder des Parlements; sie wurden erbliche Ratsmitglieder, legten den Eid als offizielle Magistraten ab und saßen und berieten – wenn sie wollten – im Parlement. In Verfahren, die gegen sie erhoben wurden, oder die ihre Rechte als Pair betrafen, hatten sie das Recht eines Prozesses durch das Parlement, wobei die anderen Pairs anwesend oder ordnungsgemäß einberufen worden waren.

## Gliederung des Parlements in Kammern
Während das Parlement als Ganzes seine Einheit bewahrte, war es doch in mehrere Kammern oder Sektionen unterteilt worden. An erster Stelle gab es die „Große Kammer“ (la Grande Chambre oder Grand’ Chambre), die das ursprüngliche Parlement darstellte. Ihr war die Rechtsprechung in bestimmten wichtigen Fällen vorbehalten, und sie folgte einer besonderen Verfahrensweise, die als mündlich bezeichnet wurde, obwohl gewisse schriftliche Dokumente zugelassen waren. Selbst nachdem die Ämter des Parlements käuflich geworden waren, konnten die Ratsmitglieder nur in der Reihenfolge der Seniorität aus einer anderen Kammer in die Grand chambre wechseln. Die Berufungskammer (chambre des enquêtes) und Petitionskammer (chambre des requêtes) entstanden zu der Zeit, als es üblich wurde, Listen für jede Sitzung des Parlements aufzustellen.

### Die Berufungskammer –chambre des enquêtes
Die vom Parlement bestellten Ermittler (enquêteurs oder auditeurs) waren zunächst Hilfspersonen gewesen, denen die vom Parlement angeordneten Untersuchungen und Nachforschungen anvertraut waren. Später, als die Institution der Berufung vollständig entwickelt war und das Verfahren vor verschiedenen Gerichtsbarkeiten eine höchst technische Sache wurde (insbesondere wenn schriftliche Beweise zugelassen wurden), kamen die Dokumente aus anderen Untersuchungen ebenfalls vor das Parlement. Eine neue Form der Berufung entstand Seite an Seite mit der älteren Form, die im Wesentlichen ein mündliches Verfahren war, nämlich die schriftliche Berufung (appel par écrit). Um diese neuen Berufungen zu beurteilen, musste das Parlement vor allem schriftliche Dokumente studieren: die Untersuchungen, die unter der Jurisdiktion des erstinstanzlichen Gerichts gemacht und niedergeschrieben worden waren. Die Pflicht der Ermittler war es, eine Zusammenfassung der schriftlichen Dokumente anzufertigen und über sie zu berichten. Später durften die Prüfer (rapporteurs) diese Fragen zusammen mit einer bestimmten Zahl von Parlementsmitgliedern beurteilen. Von 1316 an bildeten diese beiden Arten von Mitgliedern eine Berufungskammer (chambre des enquêtes). Bis jetzt hatte der Prüfer zweifellos nur seine Meinung zu dem Fall abgegeben, den er vorbereitet hatte. Nach 1336 wurden alle Mitglieder der Kammer auf die gleiche Stufe gestellt und berichteten und gaben ihre Urteile als Ganzes ab. Für lange Zeit empfing allerdings zunächst die Grande Chambre alle Fälle und reichte sie mit Anweisungen an die Berufungskammer weiter; vor ihr wurden auch Fragen erörtert, die sich aus den Untersuchungen der Berufungskammer ergaben, und sie setzte deren Entscheidungen in Kraft oder revidierte sie. Nach und nach verlor sie all diese Rechte, bis sie im 16. Jahrhundert ganz verschwanden. Mehrere Berufungskammern wurden nach der ersten geschaffen, und sie waren es, die den größeren Teil der Arbeit hatten.

### Petitionskammer –chambre des requêtes
Die Petitionskammer (chambre des requêtes) war von gänzlich anderer Natur. Zu Beginn des 14. Jahrhunderts wurde ein Teil der Sitzungsteilnehmer des Parlements ausgewählt, um die Petitionen (requêtes) über gerichtliche Fragen in Empfang zu nehmen, die dem König vorgelegt und noch nicht behandelt worden waren. Dies führte schließlich zur Bildung der Kammer der Palastpetitionen (Chambre des requêtes du palais). Diese wurde aber ausschließlich ein Gericht für privilegierte Personen; ihr (oder der Petitionskammer des Königlichen Haushalts, Chambre des requêtes de l’hôtel (du roi), je nach Fall) wurden die Zivilverfahren derjenigen vorgelegt, die das Recht des Committimus (lat. committere ‚anvertrauen‘ – regi et judici committimus causam nostram ‚wir vertrauen dem König und Richter unseren Fall an‘), ein Recht direkter Gerichtsbarkeit vor dem König. Berufungen gegen Entscheidungen der Petitionskammer konnten vor das eigentliche Parlement gebracht werden.

### Kriminalkammer –chambre des assises
Das Parlement hatte auch eine Kriminalkammer, die von la Tournelle, die erst im 16. Jahrhundert gesetzlich verankert wurde, aber lange vorher aktiv war. Sie hatte keine bestimmte Mitgliedschaft, stattdessen dienten die Laienberater (conseillers laics) wechselweise in ihr.

#### Verbrechen, Strafen und Gerichtsbarkeit
Die häufigsten kriminellen Handlungen waren der Diebstahl, Einbruch und Betrug. Die Strafen reichten von Verweisen, Geldstrafen, Gefängnis, Arbeits- oder Zuchthaus. Hingegen kamen Raub, Totschlag und Mord seltener vor.
Schon unter Philipp IV. wurde die französische Strafverfolgung stärker professionalisiert; im Jahre 1303 sprach man formell von den procureurs du roi und procureurs fiscaux de seigneurs. Diese Institutionen ermöglichten eine zügige Verfolgung, insbesondere jener Straftaten, die mit Geldstrafen und Konfiskationen zugunsten des Herrscherhauses einhergingen.
Das Parlement war eine Institution der Rechtsprechung, unter dem Ancien Régime war es das souveräne Gericht des Königreichs Frankreich.
Die Folter wurde als ein legitimes Mittel zur Gewinnung von Geständnissen oder von Informationen aus Verdächtigen angesehen. Man sah in ihr geradezu einen Königsweg zur Erlangung von Beweisen probatio probatissima bei schwieriger Beweisfindung und als solches blieb sie bis zum Ende des Ancien Régime erhalten. Diese Informationen konnten während des Prozesses verwendet werden. Allerdings wurden die durch die Folter gewonnenen Informationen nur dann als Beweismittel verwendet, wenn Beweise bei der Beweisfindung erschöpft waren oder schienen.
Das Magiedelikt der Hexerei wurde als Straftatbestand erst nach der Französischen Revolution abgeschafft. Dennoch hatte bereits Ludwig XIV., dessen Hof um 1680 in die Giftaffäre verwickelt war, noch im selben Jahr seinen Einspruch gegen die Verfolgungen mit einem Erlass beschlossen. Hierdurch wurde der systematischen und organisierten Hexenverfolgung in Frankreich weitgehend ein Ende bereitet. Obgleich vereinzelte Verfolgungen im Rahmen des Magiedelikts stattfanden, in Bordeaux fand 1718 die letzte Hinrichtung eines Mannes wegen Hexerei statt. Im Jahre 1742 starben Pater Bertrand Guillaudot und fünf weitere Beschuldigte in Dijon auf dem Scheiterhaufen. Sie hatten mittels Magie, so der Vorwurf, das Versteck eines verborgenen Schatzes vorausgesagt. Pater Louis Debaraz wurde im Jahre 1745 in Lyon bei lebendigem Leibe verbrannt.
Während des Ancien Régime gab es unterschiedliche Arten der Hinrichtung, so etwa die Enthauptung mit dem Schwert, siehe hierzu Charles Henri Sanson. Dabei war die Enthauptung (décollement) ein Privileg der Adligen, die Todesstrafe für die Bürgerlichen war das Hängen, (pendaison) und galt als nicht ehrenvoll. Bekannt wurde aber zum Beispiel auch die Vierteilung, als Verbrechen gegen den Staat oder ihre Repräsentanten, des Robert François Damiens am Montag, den 28. März 1757, in Paris.
Die Maréchaussée war als militärisch organisierte Polizeitruppe direkter Vorläufer der französischen Gendarmerie Nationale. Sondereinheiten waren ferner die in Paris stationierte Maréchausee der Île de France (Compagnie du Prévôt Général de la Maréchaussée de l' Ile-de-France), die die Pariser Vorstädte samt Umland (banlieue) überwachte, sowie die mehrere Hundert Mann starke Kompanie des Generalmünzamtes (Compagnie du Prévôt Général des Monnaies de France), die insbesondere Falschmünzer verfolgte.
An Effektivität waren die Pariser Polizeibehörden im Bereich der „Fremdenaufsicht“ europaweit führend. So war die Kontrolle in der Hauptstadt Paris im Zeitalter Ludwigs XV. und Ludwigs XVI. sehr effizient. Denis Diderot beschrieb in einem Brief aus dem Jahre 1760 an die russische Zarin Katharina II., dass man im Hôtel du lieutenant général de police schon vierundzwanzig Stunden nach der Ankunft eines Ausländers wisse, wer derjenige sei, wie er hieße, woher er komme, warum er sich in Frankreich aufhielte, wo er wohne und mit wem er in Kontakt stünde.

## Provinzparlements
Ursprünglich gab es nur ein Parlement, das von Paris. Das war eine logische Folge der Entstehung aus der curia regis. Aber die Erfordernisse der Justizverwaltung führten nach und nach zur Schaffung einer Zahl von Provinzparlementen. Ihre Einrichtung wurde zudem im Allgemeinen von den politischen Umständen diktiert, insbesondere nach der Aufnahme einer Provinz in das Königreich. Zuweilen handelte es sich um eine Provinz, die vor ihrer Annexion eine höchste und souveräne Gerichtsbarkeit für sich selbst hatte und die dieses Privileg behalten sollte. Es kam vor, dass zwischen der Annexion einer Provinz und der Gründung ihres Parlements ein zwischenzeitliches System eingerichtet wurde, in dem Delegierte des Pariser Parlements dorthin gingen und Gerichtssitzungen (Assisen, assises) hielten. Auf diese Weise entstanden nacheinander die Parlements von Toulouse, Grenoble, Bordeaux, Dijon, Rouen, Aix-en-Provence, Rennes, Pau, Metz, Douai, Besançon und Nancy. Von 1762 bis 1771 gab es sogar ein Parlement für das Fürstentum Dombes. Die Provinzparlements bildeten auf kleinerem Maßstab die Organisation des Pariser Parlements nach; sie hatten aber nicht die Funktionen des Pairsgerichts. Jedes von ihnen beanspruchte in seiner jeweiligen Provinz gleiche Macht. Es gab auch große Justizkörperschaften, die die gleichen Funktionen wie die Parlements ausübten, ohne aber deren Namen zu tragen, zum Beispiel der „Höchste Rat“ (Conseil souverain) des Elsass in Colmar, der „Obere Rat“ (Conseil superieur) des Roussillon in Perpignan; der „Rat des Artois“ (Conseil de l’Artois) hatte nicht in jeder Hinsicht die Obergerichtsbarkeit.

## Politische Rechte
Abgesehen von ihren gerichtlichen Funktionen besaßen die Parlements auch politische Rechte; sie beanspruchten Teilnahme an der höheren Politik des Königreichs, und die Stellung von Hütern seiner fundamentalen Gesetze. Im Allgemeinen wurden die Gesetze in den Provinzen erst gültig, wenn sie von den Parlementen registriert worden waren. Dies war die Methode der öffentlichen Bekanntmachung, die vom alten Gesetz in Frankreich zugelassen war. Allerdings prüften die Parlemente die Gesetze, bevor sie diese registrierten, d. h., sie untersuchten sie danach, ob sie mit den Prinzipien von Recht und Gerechtigkeit und mit den Interessen des Königs und seiner Untertanen übereinstimmten; wenn sie meinten, dass dies nicht der Fall war, lehnten sie die Registrierung ab und richteten Bedenken (remontrances) an den König. Indem sie dies taten, entsprachen sie bloß ihrer Beratungspflicht (devoir de conseil), die alle oberen Autoritäten gegenüber dem König hatten, und der Text der Ordonnanzen forderte sie auch oft explizit dazu auf. Es war jedoch natürlich, dass der Wille des Königs sich am Ende durchsetzen sollte. Um die Registrierung z. B. von Edikten zu erzwingen, schickte der König versiegelte Anordnungsbriefe (lettres de jussion), die aber nicht immer befolgt wurden, oder er konnte persönlich kommen und eine Parlement-Sitzung halten und das Gesetz in seiner Anwesenheit in einem sogenannten Bett der Justiz (Lit de justice) registrieren lassen. Theoretisch wurde dies mit dem Prinzip erklärt, dass, wenn der König als oberster Richter persönlich Recht sprach, das Gericht durch die Tatsache seiner Anwesenheit alle von ihm delegierte Autorität verlor, so wie es in der alten curia das Prinzip gegeben hatte, dass „apparente rege cessat magistratus“ (lat. für „Bei Erscheinen des Königs schweigt der Magistrat“ (als Richter)). Im 18. Jahrhundert bildete sich in den Parlements die Meinung heraus, dass die Registrierung eines Gesetzes durch sie freiwillig zu erfolgen habe, ein lit de justice, also ein unfreundlicher Akt, also illegitim sei.

## Verwaltungsrechte
Die Parlements hatten auch in der Verwaltung weitreichende Befugnisse. Sie hatten das Recht, Vorschriften zu machen (pouvoir réglementaire), die innerhalb ihrer Provinz in allen solchen Punkten die Wirkung von Gesetzen hatten, die nicht schon gesetzlich geregelt waren, soweit die betreffende Sache in ihre gerichtliche Kompetenz fiel; dafür war es nur nötig, dass ihre Einmischung in der Angelegenheit nicht durch das Gesetz verboten war. Diese Bestimmungsbeschlüsse wurden arrêtés de règlement genannt.
Durch diese Mittel nahmen die Parlements an der Regierung teil, außer in Angelegenheiten, die einem anderen höchsten Gericht zugeordnet waren; so lag etwa die Besteuerung in der Verantwortung der „Höchsten Finanzgerichtshöfe“ (Cours des aides). Innerhalb der gleichen Beschränkungen konnten sie Anordnungen (injonctions) an Beamte und Einzelpersonen richten.